# Mike Compton
Pour les articles homonymes, voir Compton.
(en) Statistiques sur pro-football-reference
Michael Eugene Compton (né le 18 septembre 1970 à Richlands en Virginie) est un joueur américain de football américain qui évoluait au poste d'offensive guard dans la National Football League (NFL).

## Biographie

### Carrière universitaire
Étudiant à l'Université de Virginie-Occidentale, il joue avec les Mountaineers de 1989 à 1992.

### Carrière professionnelle
Il est sélectionné par les Lions de Détroit au 3e tour, 68e rang au total, lors de la draft 1993 de la NFL. Après avoir joué ses premières saisons comme joueur de relève, il devient titulaire à plein temps à partir de la saison 1996. Il joue huit saisons à Détroit avant de rejoindre les Patriots de la Nouvelle-Angleterre en 2001, avec lesquels il remporte deux titres du Super Bowl. Il joue sa dernière saison en 2004 avec les Jaguars de Jacksonville.
Durant sa carrière dans la NFL, il a démontré une certaine polyvalence en jouant également comme centre ainsi que tackle gauche.